# 渋谷哲平
渋谷 哲平（しぶや てっぺい、1961年5月5日 - ）は、日本の俳優、元アイドル歌手。本名、澁谷 恵紀（しぶや しげのり）。サンミュージックプロダクション、BRISKcorporationを経て、現在BESPOKE JAMに所属。

## 来歴・人物
神奈川県横浜市生まれ。中学3年のとき、日本テレビのオーディション番組『スター誕生!』に出場。加山雄三の「ぼくの妹に」を歌い合格し、第20回決戦大会（1977年4月放送）で最優秀賞に輝く（同大会の他の合格者には石野真子がいた）。堀越高等学校に進学してレッスンを受け、1978年2月、日本コロムビアから「朝日に向かって」で歌手デビュー。同年「Deep (ディープ)」で第20回日本レコード大賞新人賞を受賞。1980年3月に堀越高等学校を卒業。卒業時の同期生に石野真子（1年留年）、松田聖子、岩崎良美がいた。
その後、俳優に転身し、多数のテレビドラマ、舞台、映画に脇役として出演した。とんねるずのみなさんのおかげですなどバラエティ番組でも活躍した。
既婚。妻は元ヤングメイツ（レッツゴーヤングのバックダンサー）のメンバー。子供は一男一女。
2015年1月30日に放送された「中居正広の金曜日のスマたちへ」の太川陽介＆藤吉久美子夫妻特集において、嘗てNHKの「レッツゴーヤング」内で結成された「サンデーズ」を川崎麻世と共に復活出演。太川陽介の代表曲である『Lui-Lui』をダンスしながら熱唱した。

## ディスコグラフィ

### シングル
| #  | 発売日         | A/B面 | タイトル                           | 作詞                | 作曲           | 編曲         | 規格品番 |
| -- | -------------- | ----- | ---------------------------------- | ------------------- | -------------- | ------------ | -------- |
| 1  | 1978年 2月1日  | A面   | 朝日に向って                       | 伊藤アキラ          | 都倉俊一       | 都倉俊一     | PK-95    |
| 1  | 1978年 2月1日  | B面   | 悪かった                           | 伊藤アキラ          | 都倉俊一       | 都倉俊一     | PK-95    |
| 2  | 1978年 5月1日  | A面   | 君だけを愛して                     | 伊藤アキラ          | 都倉俊一       | 田辺信一     | PK-106   |
| 2  | 1978年 5月1日  | B面   | 涙の向うに空がある                 | 伊藤アキラ          | 都倉俊一       | 田辺信一     | PK-106   |
| 3  | 1978年 7月10日 | A面   | Deep                               | 松本隆              | 都倉俊一       | 都倉俊一     | PK-120   |
| 3  | 1978年 7月10日 | B面   | ファイヤー                         | 松本隆              | 都倉俊一       | 都倉俊一     | PK-120   |
| 4  | 1978年 10月1日 | A面   | スタント・マン                     | 中里綴              | 都倉俊一       | 田辺信一     | PK-128   |
| 4  | 1978年 10月1日 | B面   | ラブ・ファイター                   | 中里綴              | 都倉俊一       | 都倉俊一     | PK-128   |
| 5  | 1979年 2月1日  | A面   | 標的                               | 中里綴              | 都倉俊一       | 都倉俊一     | PK-134   |
| 5  | 1979年 2月1日  | B面   | 恥っさらし                         | 中里綴              | 都倉俊一       | 田辺信一     | PK-134   |
| 6  | 1979年 5月10日 | A面   | ジャンピング・ジャック・フラッシュ | 中里綴              | 都倉俊一       | 都倉俊一     | PK-148   |
| 6  | 1979年 5月10日 | B面   | ハッピー・エンドに興味はない       | 中里綴              | 都倉俊一       | 田辺信一     | PK-148   |
| 7  | 1979年 8月1日  | A面   | ヤング・セーラーマン               | 浅木ゆめ            | J.Morali       | 松井忠重     | PK-158   |
| 7  | 1979年 8月1日  | B面   | WEEKEND                            | 遠藤幸三            | 中村ゆうじ     | 松井忠重     | PK-158   |
| 8  | 1979年 10月1日 | A面   | ときめきの二人                     | 橋本淳              | 馬飼野康二     | 馬飼野康二   | PK-170   |
| 8  | 1979年 10月1日 | B面   | SEXY CAT                           | 竜真知子            | 八木架寿人     | 若草恵       | PK-170   |
| 9  | 1980年 1月1日  | A面   | カリフォルニアを夢みて             | 浅川佐記子          | 馬飼野康二     | 馬飼野康二   | PK-183   |
| 9  | 1980年 1月1日  | B面   | デビル・ウーマン                   | 八木架寿人          | 八木架寿人     | 矢野立美     | PK-183   |
| 10 | 1980年 4月1日  | A面   | よ・し・な・ヨ フィージイ          | 茂村泰彦 浅川佐記子 | 茂村泰彦       | 茂村泰彦     | PK-193   |
| 10 | 1980年 4月1日  | B面   | 想い出のカントリーロード           | 竜真知子            | 馬飼野康二     | 矢野立美     | PK-193   |
| 11 | 1980年 7月1日  | A面   | 恋のサマー・ガール                 | 茂村泰彦            | 茂村泰彦       | 戸塚修       | AK-666   |
| 11 | 1980年 7月1日  | B面   | 君にありがとう                     | 寺田十三夫          | 寺田十三夫     | 矢野立美     | AK-666   |
| 12 | 1980年 10月1日 | A面   | UCLA・フィーリング                 | 山川啓介            | 馬飼野康二     | 馬飼野康二   | AK-715   |
| 12 | 1980年 10月1日 | B面   | 夕映えのむこうに                   | 山川啓介            | 馬飼野康二     | 馬飼野康二   | AK-715   |
| 13 | 1981年 1月1日  | A面   | 最後まで悩ましく                   | 森雪之丞            | 鈴木キサブロー | 矢野立美     | AH-8     |
| 13 | 1981年 1月1日  | B面   | Midnight Dreamer                   | 森雪之丞            | 鈴木キサブロー | 矢野立美     | AH-8     |
| 14 | 1981年 5月1日  | A面   | 愛してAdios                        | 森雪之丞            | 鈴木キサブロー | 船山基紀     | AH-43    |
| 14 | 1981年 5月1日  | B面   | レディ・ラブ                       | 森雪之丞            | 鈴木キサブロー | 船山基紀     | AH-43    |
| 15 | 1981年 9月1日  | A面   | Kiss・キッス・Kiss                 | 森雪之丞            | 鈴木キサブロー | 山口ますひろ | AH-112   |
| 15 | 1981年 9月1日  | B面   | 二人だけの合言葉                   | 竜真知子            | 馬飼野康二     | 馬飼野康二   | AH-112   |
| 16 | 1982年 1月1日  | A面   | 想い出して下さい                   | 森雪之丞            | 小杉保夫       | 若草恵       | AH-161   |
| 16 | 1982年 1月1日  | B面   | もう一度どこかで                   | 麻木かおる          | 佐々木勉       | 若草恵       | AH-161   |
| 17 | 1982年 6月21日 | A面   | わが青春のアルカディア             | 山川啓介            | 平尾昌晃       | 矢野立美     | CH-109   |
| 17 | 1982年 6月21日 | B面   | 白夜にひとり                       | 山川啓介            | 平尾昌晃       | 矢野立美     | CH-109   |
| 18 | 1982年 9月21日 | A面   | めぐり・哀                         | 尾関昌也            | 尾関裕司       | 鷺巣詩郎     | AH-259   |
| 18 | 1982年 9月21日 | B面   | 第II章                             | 小泉長一郎          | 小杉保夫       | 鷺巣詩郎     | AH-259   |

### アルバム

#### オリジナル・アルバム
※全てのオリジナル・アルバムとライブ・アルバムは、2010年12月22日にCD版がリリースされた。

#### ライブ・アルバム
1. FLY OVER（1980年7月25日／AX-7266） ※CD版：CORR-10684

#### ベスト・アルバム
1. ゴールデン☆ベスト 渋谷哲平（2010年3月3日／COCP-36063）

### タイアップ曲
| 年     | 楽曲                   | タイアップ                                 |
| ------ | ---------------------- | ------------------------------------------ |
| 1982年 | わが青春のアルカディア | アニメ映画「わが青春のアルカディア」主題歌 |
| 1982年 | 白夜にひとり           | アニメ映画「わが青春のアルカディア」挿入歌 |

## 出演

### テレビドラマ
- われら動物家族（1981年 - 1982年、TBS）
- 外科医 城戸修平（1983年、TBS）
- 銭形平次（1983-84年、フジテレビ・東映） - 新吉役[1]
- 暴れん坊将軍シリーズ（ANB/東映）
  - 暴れん坊将軍II  第97話「衝撃! 上様がさらわれた!」（1985年） - 浩吉役
  - 暴れん坊将軍III 第31話「泣くな男だ!がまん坂」（1988年） - 竜吉役
- 長七郎江戸日記
  - 第1シリーズ　第97話「恋に落ちて」（1986年） - 佐貫屋市太郎役
- 大岡越前（TBS・C.A.L）
  - 第9部 第15話「姉恋し手鎖道中」（1986年2月3日） - 峰吉役
  - 第10部 第4話「華のお江戸の意地競べ」（1988年3月21日） - 宇之吉役
  - 第12部 第21話「鬼を泣かせた大工裁き」（1992年3月9日） - 与吉役
  - 第13部 第6話「泣き笑い恋の鞘当て」（1992年12月21日） - 音吉役
- 誇りの報酬 第38話「長崎を走る天使たち」（1986年 日本テレビ・東宝） - 工藤良一役
- 水戸黄門（TBS・C.A.L）
  - 第16部 第20話「九谷焼に賭けた兄弟愛 -大聖寺-」（1986年9月8日） - 友次
  - 第17部 第12話「銃に群がる悪い奴・堺」（1987年11月16日） - 清太役
  - 第22部 第19話「悪が群がるカステイラ -長崎-」（1993年9月20日） - 清次役
  - 第23部
    - 第5話「涙でついた母の嘘 -追分-」（1994年8月29日） - 勘太役
    - 第23話「命の恩人は大嘘つき -下関-」（1995年1月16日） - 文吉役

  - 第24部 第36話「嫁を認めた天明茶釜 -佐野-」（1996年6月3日） - 浅吉役
  - 第38部 第9話「世捨てお公家の悪退治・敦賀」（2008年3月3日） - 東北條基近役
  - 第39部 第13話「強い女房に弓ひくな!・都城」（2009年1月19日） - 栄次郎役
  - 第43部 第19話「難問ぞろいの算術対決・前橋」（2011年11月28日） - 酒井忠挙役
- 若大将天下ご免! 第9話「天までとどけ母子鷹!」（1987年 テレビ朝日・東映） - 平田万作役
- ハングマンGOGO 第5話「朝まで待てない! 水中からの脱出!」（1987年） - 内藤明役
- さよならママ（1987年、TBS）
- 必殺ワイド・大老殺し（1987年 朝日放送・松竹） - 橋本左内役
- 殉愛（1988年、TBS）
- はぐれ刑事純情派
  - 第1話「密告者は美人靴みがき」（1988年、テレビ朝日・東映）
  - （1994年） - 岩沢良一
- あばれ八州御用旅 第7話「上州からっ風怨み節」（1991年 テレビ東京） - 青木竜弥役
- お助け同心が行く! 第12話「消えた花嫁」（1993年、テレビ東京・G・カンパニー） - 巳之吉、新次郎(二役)
- 火曜サスペンス劇場（日本テレビ）
  - 「女監察医・室生亜季子15・扼殺」（1994年）
  - 「地方記者・立花陽介10・伊豆大島通信局」（1997年）
  - 「弁護士・高林鮎子24・東京環状線夏の迷走」（1999年）
- 水戸黄門外伝 かげろう忍法帖 第12話「獲物は恐い女たち」（1995年、TBS・C.A.L） - 房吉役
- 金田一耕助の傑作推理「黒い羽根の呪い」（1996年、TBS・東阪企画） - 兵頭泰輔役
- ウルトラマンダイナ 第33話「平和の星」（1998年、毎日放送・円谷プロダクション） - ハスミ・カオル記者 役
- 母の告白（2002年、東海テレビ）
- ウルトラマンコスモス 第45話「遊園地伝説」（2002年、毎日放送、円谷プロダクション） - 村上哲平 役
- 女と愛とミステリー「刑事吉永誠一 涙の事件簿2・帰れない遺骨」（2004年、テレビ東京）
- 父に奏でるメロディー（2005年、NHK）
- 金曜プレステージ「浅見光彦シリーズ 鯨の哭く海」（2006年、フジテレビ）
- おみやさん 第8シリーズ 第5話（2011年、テレビ朝日） - 織部和彦 役
- 水曜ミステリー9「さすらい署長 風間昭平9・びわこ由美浜殺人事件」（2012年、テレビ東京） - 勝田刑事 役
- 科捜研の女（2013年、テレビ朝日）
- 月曜ゴールデン（TBS）
  - 「十津川警部シリーズ49・特急「しらさぎ」殺人迷路」（2013年） - 永井克巳 役
  - 「オバベン -京都ふたりの女弁護士-」（2013年） - 布施信彦 役
  - 「税務調査官・窓際太郎の事件簿25」（2013年） - 山本陽一 役
  - 「山村美紗サスペンス 狩矢警部シリーズ14」（2014年） - 山本慶二郎 役
- スペシャル時代劇 大岡越前（2013年、NHK BSプレミアム） - 水野和泉守忠之 役
- 土曜ワイド劇場（テレビ朝日）
  - 「狩矢父娘シリーズ15」（2013年） - 上村久志
  - 「鉄道捜査官15」（2015年） - 中沢啓一
  - 「再捜査刑事・片岡悠介」（2015年） - 藤井真彦
  - 「検事・朝日奈耀子18」（2016年） - 田滝瓜男
- 松本清張ミステリー時代劇「虎（トラ）」（2015年、BSジャパン） - 平兵衛役
- 警視庁・捜査一課長 第2話（2016年、テレビ朝日） - 北原洋一 役

### その他
- 1978.4〜1981.3　NHK「レッツゴーヤング」サンデーズメンバーとして出演。
- 笑っていいとも[テレフォンショッキング]（1983年/1990年、フジテレビ）
- とんねるずのみなさんのおかげです（1991年、フジテレビ）
- 笑顔が一番（1997年〜1998年、TBS）
- THE夜もヒッパレ（1997年、NTV）
- 「ザ・ヒットスタジオ」〜 レッツゴーヤンヤン〜（2012年、MBSラジオ）
- とんねるずのみなさんのおかげでした（2013年、フジテレビ）
- 「富士山めしあがれ」ナビゲーター（2014年、JCN）
- ぴったんこカン・カン（2015年、TBS）
- 中居正広の金曜日のスマたちへ（2015年、TBS）
- ぴったんこカン・カン（2015年、TBS）

### 映画
- 刑事物語〜くろしおの詩〜（1985.10.10公開） - 田所大介役
- GREEN BOY（1989.4.29公開） - 暴走族のリーダー役
- 新・俺は男だ！〜めざせ日本のサラリーマン〜（1990.4.25公開）
- 相棒シリーズ X DAY（2013.3.23公開）
- いまダンスをするのは誰だ?（2023年.10.7公開） - 中山実役
- つぎとまります（2024年9月13日公開）[3]

### 吹き替え
- 新しき世界（イ・ジャソン〈イ・ジョンジェ〉）
- アリー my Love（ブライアン・セーリグ）
- パワーパフガールズ（猫）
- ナース・ジャッキー（フランク・ヴェレーリ）

### CM
- エスキモー
- 伊藤ハム〜「巨匠の彩」〜

### 舞台
- 1983.7.26〜8.21：第一回マクドナルドミュージカル『あしながおじさん』（三越ロイヤルシアター）
- 1984.3.10〜4.2：ミュージカル『ボーイフレンド』（シアターアプル）
- 1986.8.30〜9.15：『花一番』（大阪 中座）
- 1986.11.26〜12.17：ミュージカル『若草物語』（こどもの城　青山円形劇場）
- 1987.9.19〜9.30；ミュージカル『ブリランテー光り輝いてー』（銀座博品館劇場）
- 1988.7月：『トム・ソーヤ』（江東公会堂）
- 1988.10〜11：『さらば鯖の目ン玉』（日本青年館）
- 1988.12月：『忠臣蔵』（新宿文化センター）
- 1989.1〜3：『さらば鯖の目ン玉』（日本青年館）
- 1989.5.5：『SFX-OZ』（新宿コマ劇場）
- 1990.4.13〜5.6：ミュージカル『Annie』
- 19905.18〜6.10：『お気に召すままお芝居を』（テアトル花座　大阪花の万博）
- 1990.8.1〜8.29：ミュージカル『オズの魔法使い』（新宿コマ劇場）
- 1991.8.2〜8.29：ミュージカル『オズの魔法使い』（新宿コマ劇場）
- 1991.11.26,27,29：『賢者の贈り物』（シアターサンモール）
- 1991.12.1〜15：『賢者の贈り物』（鋸南町中央公民館/葉山復習文化会館/シアターサンモール/八日市文化芸術会館/東海市立文化センター）
- 1992.3月：『美っつい庵主さん』　（名鉄ホール）
- 1992.8.2〜8.30：三州瓦ミュージカル『オズの魔法使い』（新宿コマ劇場）
- 1993.12.7〜12.13：『賢者の贈り物』（シアターサンモール）
- 1994.6月：『犬神家の一族』（名鉄ホール）
- 1994.8.2〜8.29：TINKERBELL-MUSICAL『オズの魔法使い』（新宿コマ劇場）
- 1994.12月：『賢者の贈り物』（シアターサンモール）
- 1995.1月.3月.10月：細川たかし特別公演（名古屋/大阪/東京）
- 1996.9月：『新・おんなたちの同窓会』（名鉄ホール）
- 1996.10〜11：『麗しのサブリナ　三姉妹物語』
- 1998.8.2〜30：ファミリーミュージカル『オズの魔法使い』（新宿コマ劇場）
- 1998.8.12月：藤田まこと特別公演『必殺仕事人』中村主水、大奥に参上！（劇場飛天）
- 1999.8月：ファミリーミュージカル『オズの魔法使い』（新宿コマ劇場）
- 2000.1.2〜1.28：かしまし娘新春特別公演『なにわ看護婦物語』ー天使とお地蔵さんー（名鉄ホール）
- 2000.3.9〜3.20：『名作劇場 大輪 フランス刺しゅう一筋に生きた女の半生記』
- 2000.10月：『お隣りの人々』（パンプランニング）（銀座博品館）
- 2001.9月.10月：『極楽町一丁目』嫁姑地獄編（芸術座）
- 2002.6.1〜6.24：『喜劇 〜泣き笑い人生〜 おふろや番台物語』（名鉄ホール）
- 2003.6.1〜6.21：『喜劇〜泣き笑い人生〜おふろや番台物語』（名鉄ホール）
- 2005.1.15〜1.25：『三婆』（ル・テアトル銀座）
- 2006.7.1〜7.26：『阿修羅のごとく』（福岡・博多座）
- 2006.9.1〜9.10：キャンディーズ トリビュートミュージカル『アン・ドゥ・トロワ』（池袋シBIG TREE THEATER）
- 2006.10.20〜10.24：『烏賊ホテル』（俳優座劇場）
- 2007.4.17〜4.24：『三婆』 （ル・テアトル銀座）
- 2008.5.9,10：『玉つき屋の千代さん』〜女ハスラー繁盛記〜（東京芸術劇場 中ホール）
- 2010.12.9〜12.14：『レディオドラマ』（下北沢・シアター711）
- 2011.4.5〜4.11：『レッドカードファミリー』（下北沢 劇 小劇場）
- 2011.9.7〜9.11：ミュージカル『株式会社893』（赤坂レッドシアター ）
- 2011.12.22〜12.28：『PAIN』（下北沢　シアター711）
- 2012.4.13、4.14：玉井企画5周年記念公演『弾』哲平＆ヴィーノacoustic live」（新宿ゴールデン街劇場）
- 2013.11.8〜11.10：『幕末異聞  人斬りの恋』（銀座博品館）
- 2014.4.2〜4.6：アヴァンセプロデュース公演『Re:verse(リバース)〜あの瞬間(とき)に戻れたら』